# 馬場恒吾
馬場 恒吾（ばば つねご、1875年7月13日 - 1956年4月5日）は、日本のジャーナリスト・政治評論家・実業家。ジャパンタイムズや国民新聞などで自由主義擁護の論陣を張る。第二次大戦後、読売新聞社社長。

## 経歴
岡山県邑久郡長浜村奥浦（現・瀬戸内市牛窓町）に、代々庄屋を務めた馬場家の長男として生まれる。1892年、京都の第三高等学校予科に入学。1895年、三高予科を修了し、仙台の第二高等学校入学。東北学院で押川方義が行っていた聖書の講義に通い、メソジストとして洗礼を受ける。1896年、二高中退。1897年、安部磯雄を追って同志社神学校（現・同志社大学神学部）に入学するが、葛藤の末キリスト教と決別し、一年弱で中退。1898年、東京専門学校（現・早稲田大学）英語政治科入学、大隈重信らと交わる。
1900年、父の銀行の閉鎖により早稲田を中退し、同志社校長の横井時雄の紹介でジャパンタイムズに入社。1909年、同社社長の頭本元貞らが企画した英文雑誌『オリエンタル・レビュー』の編集長に選ばれ、頭本とともにニューヨークに渡る。アメリカ合衆国での親日気運の促進に努めたが、日本の中国に対する帝国主義的侵略を批判し、日本の実業家の利益に反したため、1913年に雑誌は廃刊となる。同年帰国、『ジャパンタイムズ』編集長。翌1914年8月、徳富蘇峰の国民新聞に移り、外報部長、政治部長、編集局長、理事を歴任。1917年、顔の癌に冒されるが手術で助かる。1919年、パリ講和会議の首席全権が西園寺公望であることをすっぱ抜くとともに、特派員として派遣される。パリで永井柳太郎、鈴木文治、中野正剛、長島隆二らと知り合う。若き随行者たちは、日本全権団の官僚主義に憤り、普選運動にのめり込むこととなる。帰国後、同年8月に永井、中野、長島らと「改造同盟」を結成し、普通選挙の実現を目指して演説会を開催する。
1924年、前年の関東大震災の被害で経営危機に陥った国民新聞から退社し、以後、フリーのジャーナリストとして評論活動に入るとともに、無産政党である社会民衆党結成に尽力する。リベラリストの言論人として活躍し、1928年には『中央公論』、『改造』の常連執筆者となった。『読売新聞』で1932年から1935年まで「日曜時評」を、1935年から1940年まで「日曜評論」を執筆した。第二次世界大戦中に政府の言論統制が強まり、1941年2月、内閣情報局が総合雑誌に対して「執筆禁止者名簿」を内示したことで、矢内原忠雄、清沢洌、田中耕太郎、横田喜三郎、水野廣徳らとともに政治評論が封じられた。
戦後の1945年、憲法研究会メンバーとして日本国憲法制定議論に関わった。同年12月、読売新聞社社長の正力松太郎が戦犯容疑で勾引された後、同社第8代社長に迎えられ、1951年1月まで社長を務めた。また、1945年12月19日、貴族院議員に勅選され、1947年5月2日の貴族院廃止まで務めた。読売新聞社社長として1946年6月から10月の読売争議を切り抜けた。1946年10月から1948年9月までは同社主筆も務めた。 1949年、日本新聞協会会長に就任。1951年、第1回新聞文化賞を受けた。1956年4月5日、東京にて脳卒中で死去。

## 著書

### 単著
- 『改造の叫び』民友社、1919年9月。NDLJP:955669。
- 『労働問題と普通選挙』民友社、1920年1月。
- 『ブルジョワ政治の解剖』社会民衆党本部〈社会民衆党パンフレツト 特輯3〉、1927年4月。NDLJP:1096043。
- 『議会制度改革論』青雲閣書房〈民衆政治講座 No.12〉、1928年12月。
- 『政党の話』帝国教育会出版部〈現代生活叢書 第21輯〉、1930年8月。NDLJP:1092111。
- 『現代人物評論』中央公論社、1930年9月。NDLJP:1171693。
- 『政界人物風景』中央公論社、1931年6月。
- 『大隈重信伝』改造社〈偉人伝全集 第13巻〉、1932年1月。NDLJP:1186606 NDLJP:1880415。
- 『議会政治論』中央公論社、1933年3月。
- 『国民政治読本』中央公論社、1936年2月。
- 『立上がる政治家』中央公論社、1937年1月。
- 『木内重四郎伝』ヘラルド社、1937年10月。
- 『時代と人物』東洋経済新報社、1940年12月。
- 『国と人物』高山書院、1941年12月。NDLJP:1042894。
- 『伊藤博文』潮文閣、1942年10月。NDLJP:1883268。
- 『平和と自由への驀進』高山書院、1945年11月。
- 『近衛内閣史論 戦争開始の真相』高山書院、1946年1月。NDLJP:1041939。
- 『回顧と希望』読売新聞社、1948年7月。
- 『自伝点描』東西文明社、1952年9月。 - 結果的に中央公論社と読売新聞が結びつく遠因の一つとなった。
  - 『自伝点描』中央公論社〈中公文庫〉、1989年9月。ISBN 978-4122016477。
  - 『自伝点描』（改版）中央公論新社〈中公文庫〉、2005年10月。ISBN 978-4122046078。

### 翻訳
- アームガード・カール・グレーヴス 著、馬場恒吾 訳『独探日記』民友社、1915年1月。
- ラドヤード・キップリング 著、馬場恒吾 訳『英和対訳 キツプリングの短篇小説』ジャパンタイムス学生号出版所、1916年2月。NDLJP:943003。

### 共編著
- 馬場恒吾・安孫子貞次郎 編『英和対訳 日露戦記』 第1冊、ジャパンタイムス学生号出版所、1923年4月。NDLJP:943234。
- 馬場恒吾、岩堂全智『英作文の訂正と其研究』ジャパンタイムス学生号出版所、1923年4月。NDLJP:943234。